# Postcardware
Postcardware (lub cardware) – rodzaj licencji oprogramowania wywodzący się od Freeware i Shareware. Używany przez autorów, którzy udostępniają swoje programy za darmo: w zamian za to oczekują, że użytkownik prześle im kartkę pocztową (najczęściej z miejscowości, w której mieszka). Wymóg ten bywa mniej lub bardziej kategoryczny w zależności od konkretnej licencji. Niektóre uzależniają od tego legalność używania programu, inne pozostawiają to dobrej woli użytkownika jako sposób na wyrażenie wdzięczności autorowi. Istnieje też wersja emailware, wymagająca przysłania e-maila.
Pierwszym programem rozpowszechnianym jako postcardware był JPEGView Aarona Gilesa. Innym znanym przykładem jest gra Ancient Domains of Mystery, dzięki której autor kolekcjonuje kartki pocztowe z całego świata.